# Physignathus cocincinus
Genre
Espèce
Synonymes
- Lophura cuvieri Gray, 1831
- Physignathus cochinchinensis Guérin, 1829
- Dilophyrus mentager Günther, 1861
- Physignathus cocincinus caudicinctus Barbour, 1912

Physignathus cocincinus est une espèce de sauriens de la famille des Agamidae, originaire du Sud-Est de l'Asie.
En français, elle est appelée Dragon d'eau vert ou Dragon d'eau chinois ou Dragon thaï. Certaines animaleries le vendent sous le nom trompeur d'agame aquatique, qui désigne normalement Intellagama lesueurii, agame australien.

## Description

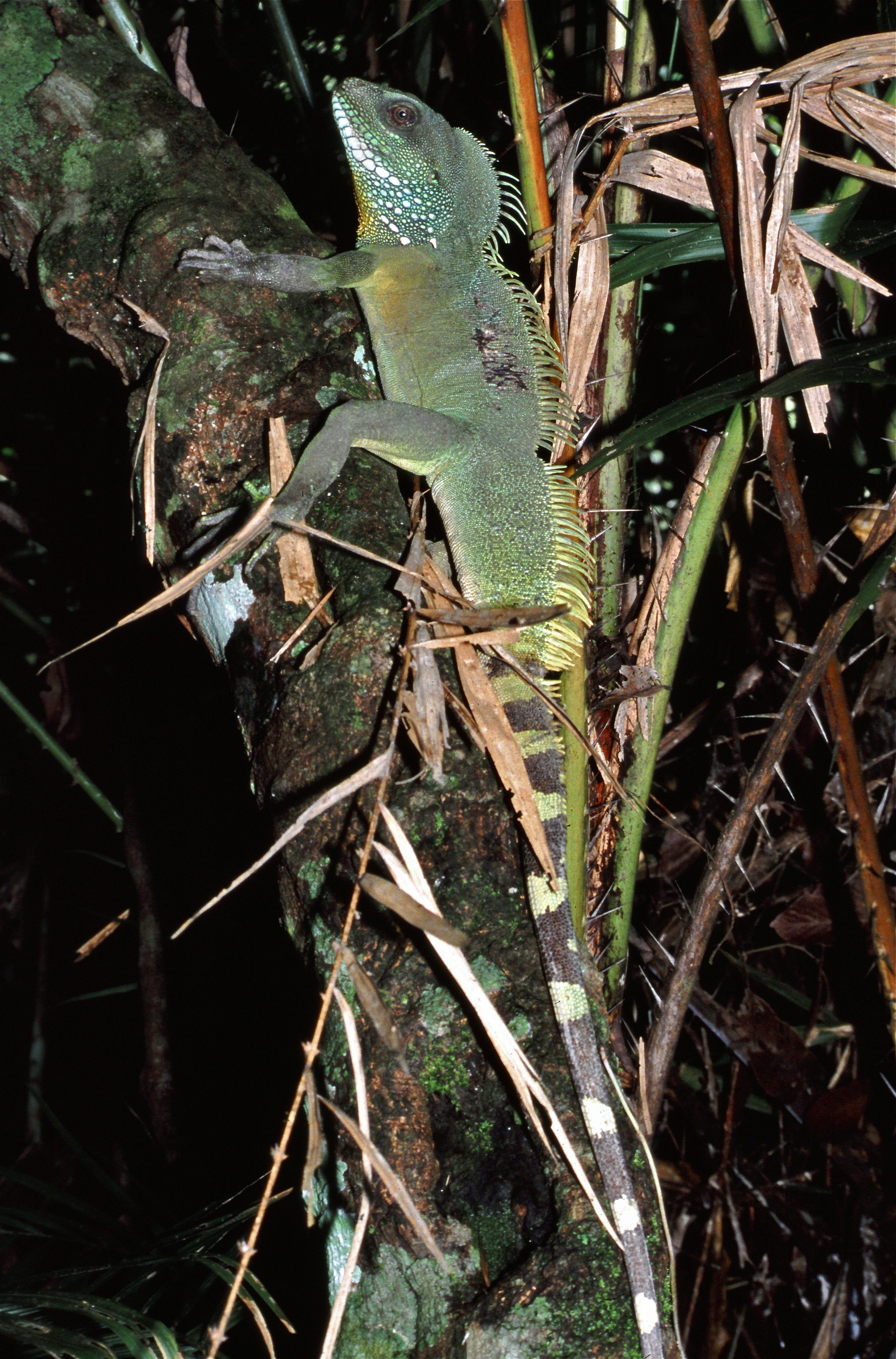
Physignathus cocincinus ♂
(Parc national de Khao Yai, Thaïlande).

Le dragon d'eau chinois est un reptile de couleur verte, souvent olivâtre, présentant des bandes transversales plus brunâtres, notamment visibles au niveau de la queue. Le ventre peut présenter des taches orangées. La base de la mandibule est plus claire, voire blanc rosé, et la gorge peut présenter une coloration blanche ou brune. Une ligne horizontale noirâtre, plus ou moins bien définie selon les individus, barre l'œil.
La queue est très longue, atteignant les 2/3 de la taille totale, et aplatie latéralement : il l'utilise pour nager. Adulte, cet agame peut atteindre 1 mètre de longueur voire plus et fait partie des plus grandes espèces de cette famille. Mais les dragons d'eau sont, en règle générale, beaucoup plus petits, 65 à 75 cm environ.
Les mâles adultes de taille « standard » pèsent environ 600 g et sont beaucoup plus massifs que les femelles qui elles, pèsent environ 350 g[réf. nécessaire]. Les mâles ont sur la nuque et le dos une crête constituée d'écailles en forme de piquant, aussi présente chez la femelle bien que beaucoup moins développée. Cette espèce présente, comme de nombreux reptiles, les restes d'un œil pariétal sur le sommet du crâne.

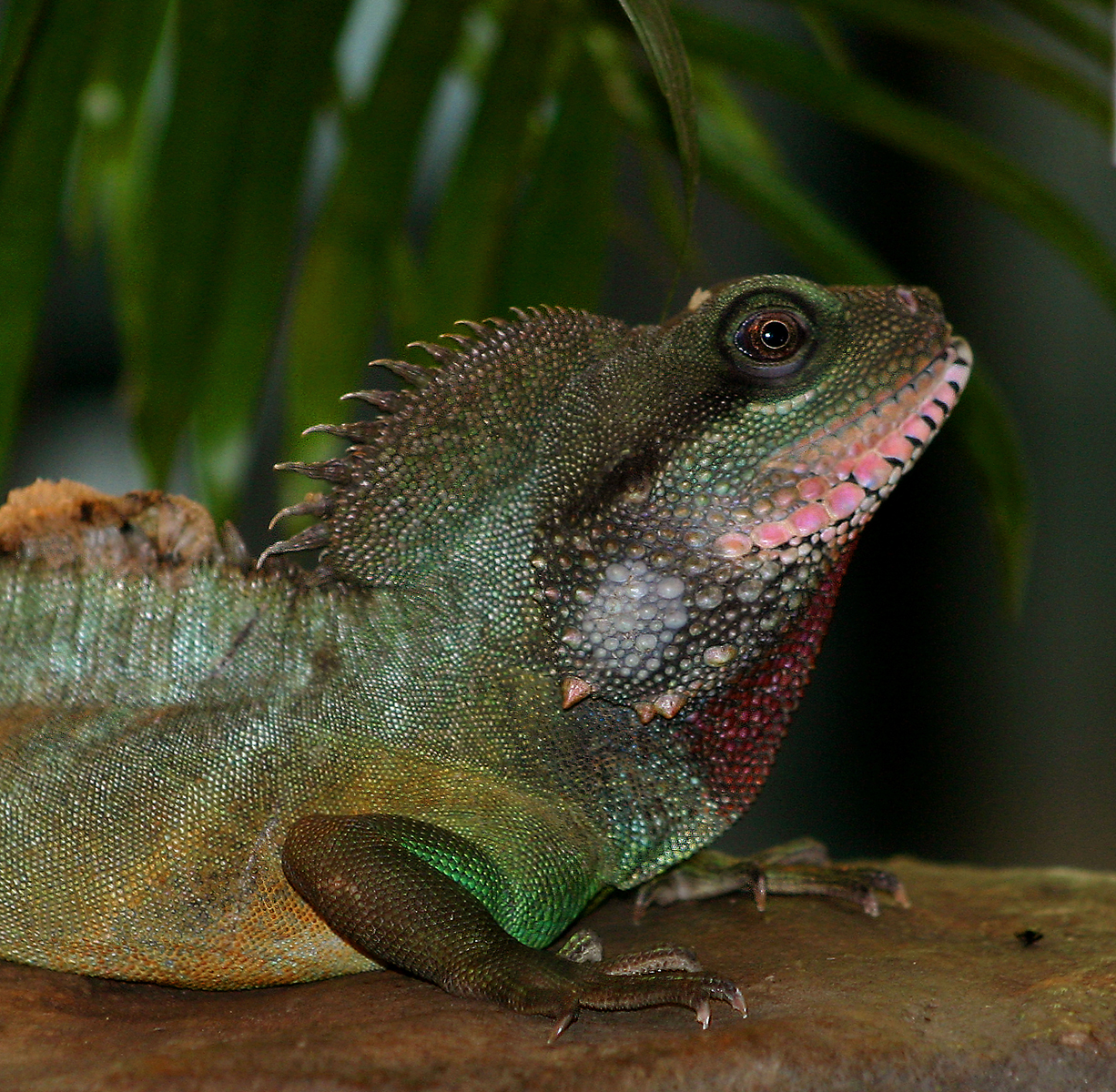
Détail de la crête d’un mâle.
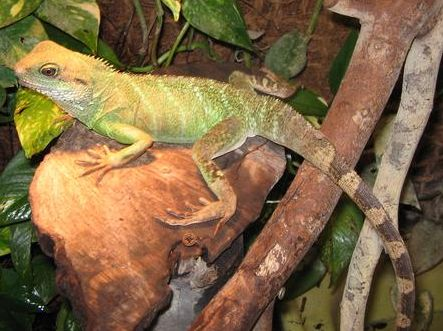
Femelle.
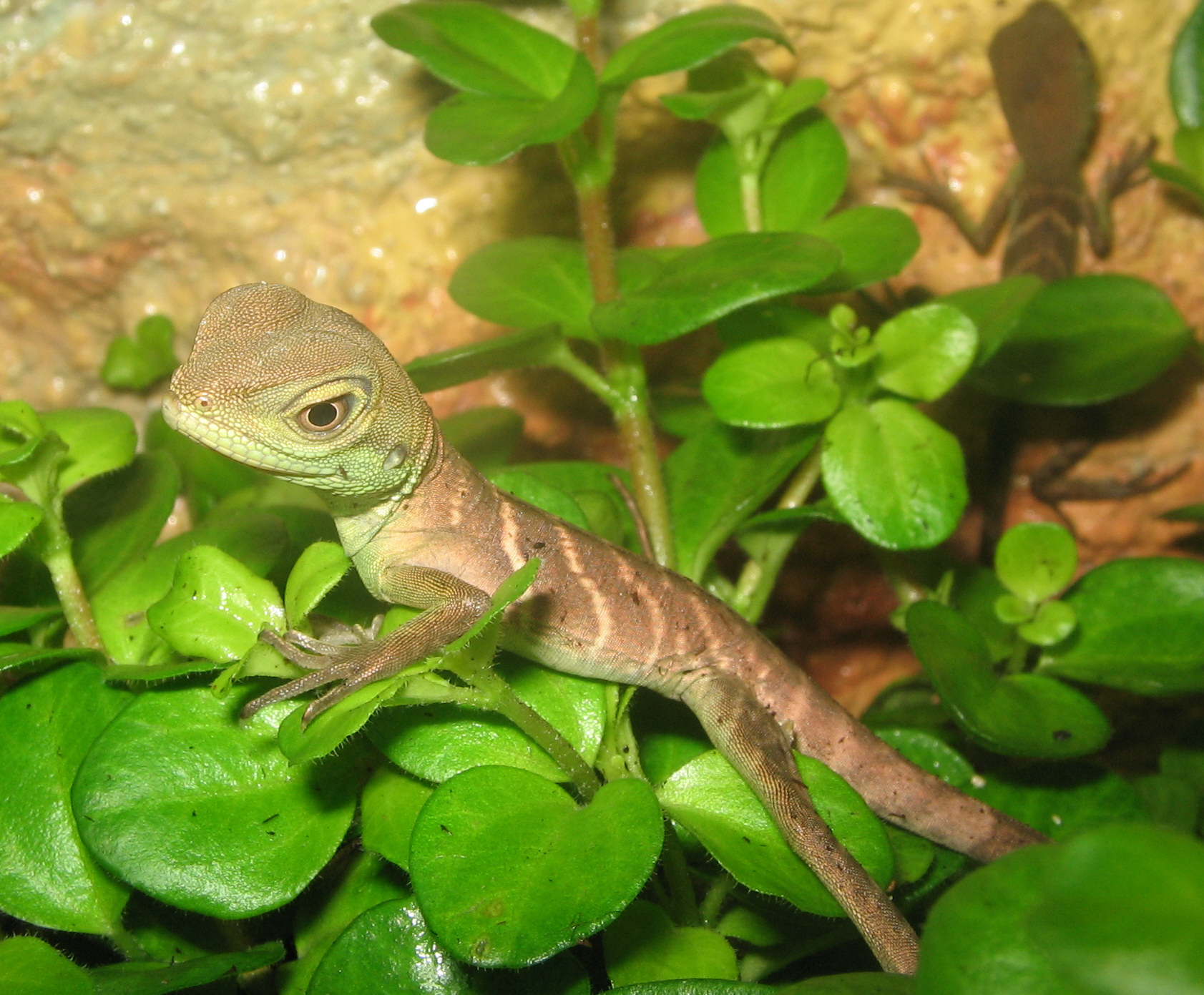
Physignathus cocincinus juvénile.

## Comportement
Cet agame est diurne et arboricole. Il vit dans les arbres au bord des rivières et des ruisseaux ; excellent nageur, au moindre danger il plonge immédiatement dans l'eau.
Il se nourrit non seulement d’insectes (criquets et sauterelles, grillons, blattes, etc.) mais aussi de petits mammifères (souriceaux…) et de fruits.
À partir d'une longueur tête-tronc de 15 à 17 cm[réf. nécessaire], les individus sont sexuellement matures. À partir de 12 à 18 mois, les jeunes atteignent leur taille adulte.
À la saison des amours, les mâle prennent  des couleurs plus vives et ils exposent en étalant leur fanon et en hochant hardiment leur tête une gorge rouge ou pourpre. Cette espèce est ovipare ; les femelles pondent dans un terrier qu'elles ont creusé 10 à 12 œufs qui, une fois recouverts de végétaux en décomposition ou de terreau, incubent après 50 à 60 jours. Les nouveau-nés sont strictement insectivores.
En captivité, l'espérance de vie de cet agame est d'environ 10 ans.

## Répartition
Cette espèce se rencontre au Cambodge, Thaïlande, Vietnam et dans le sud de la Chine.
Sa présence en Birmanie est incertaine.

## Habitat
C'est une espèce qui vit dans les forêts chaudes et humides, généralement à proximité d'un plan d'eau.

## Publication originale
- Cuvier, 1829 : Le Règne Animal distribué, d'après son organisation, pour servir de base à l'Histoire Naturelle des Animaux et d'introduction à l'Anatomie Comparé. Nouvelle Édition. Les Reptiles. Déterville, Paris, vol. 2, p. 1-406 (texte intégral)